# Трутовик чешуйчатый
Трутови́к чешу́йчатый (лат. Cerióporus squamósus, ранее — Polýporus squamosus) — гриб-трутовик, относящийся к семейству Полипоровые (Polyporaceae).
- Народные названия: трутовик пёстрый, пестрец, заячник, вязовик; Dryad’s saddle, Pheasant’s back mushroom (англ.).

## Описание

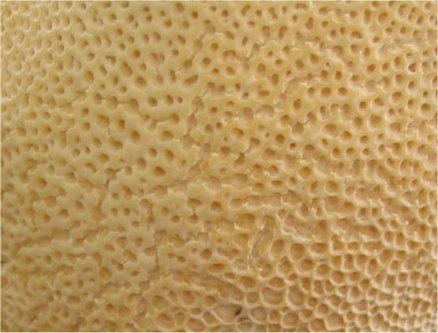
Гименофор молодого гриба

Плодовые тела однолетние, расположены обычно невысоко над землёй на стволах деревьев.
Шляпка мясистая, асимметричная, диаметром до 30 (реже до 40) см, сначала почковидная, позднее распростёртая, часто несколько вдавленная у основания. Край тонкий, загнуто-опущенный. Мякоть мягкая, позднее жёсткая, губчатопробковая, крошащаяся; с мучнистым приятным запахом. Цвет шляпки светло-желтоватый, сероватый. На всей поверхности расположены тёмно-коричневые чешуйки, расположенные волнами.
Гименофор трубчатый, светлый (белый, желтоватый), с крупными угловатыми ячейками. Шляпки обычно растут на пнях и деревьях группами. Споры белые.
Ножка до 10 см длиной, до 4 см толщиной, эксцентрическая, плотная; в верхней части сетчатопористая, беловатая; у основания буро-чёрная.

### Сходные виды
Из-за специфического внешнего вида (форма и размер шляпки, её «чешуйчатая» поверхность) трутовик чешуйчатый сложно спутать с другими грибами.
Похожий внешний вид имеет типовой вид рода — трутовик клубненосный, отличающийся меньшими размерами, светлой ножкой и отсутствием характерного мучнистого или огуречного запаха.

## Распространение
Широко распространённый вид, от востока Скалистых гор в США и по всей Европе,на Дальнем Востоке России. Обычно плодовые тела развиваются весной, реже осенью, иногда летом.

## Съедобность и практика применения

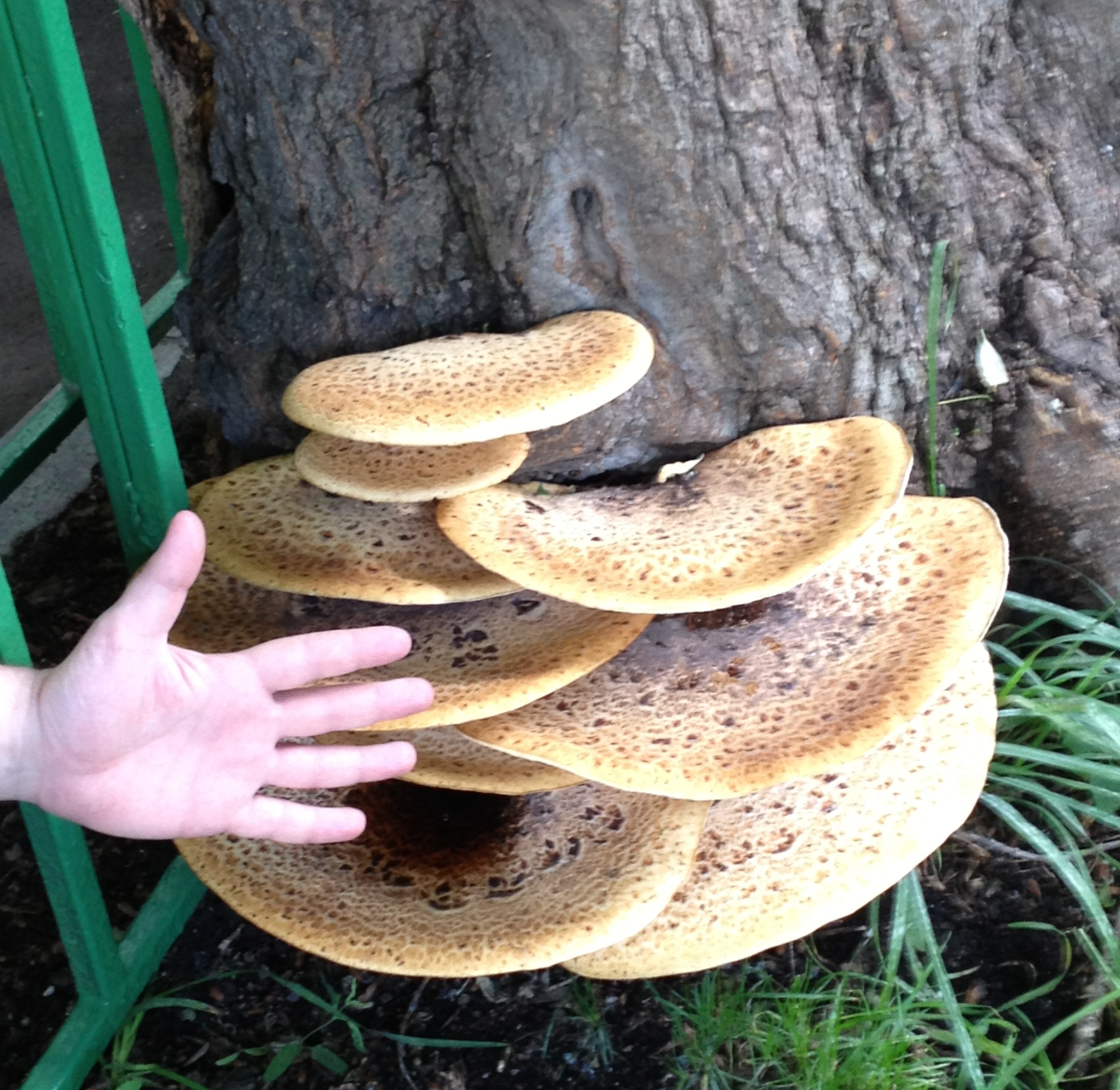
Очень крупный экземпляр, выросший на корне тополя

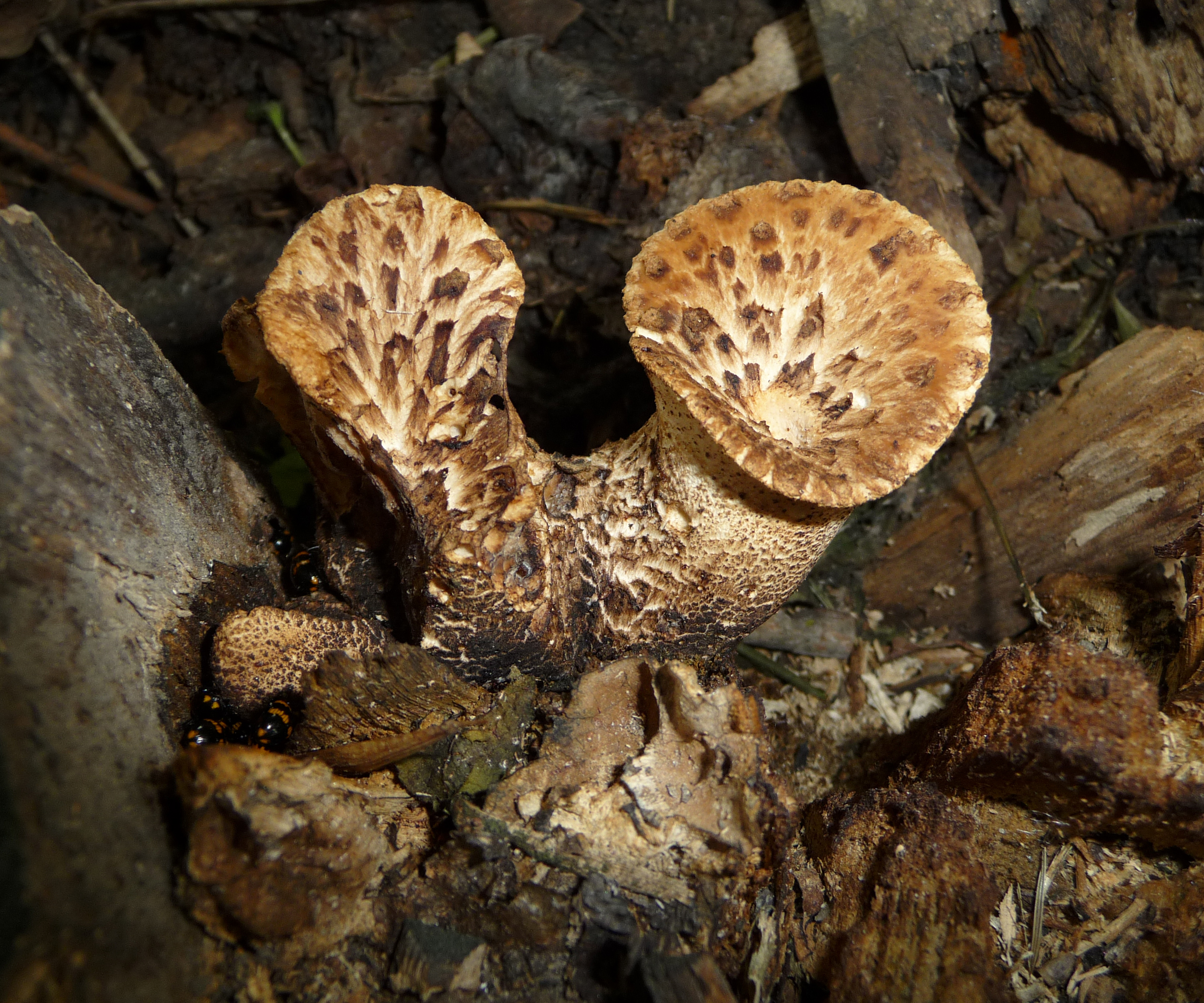
Молодые плодовые тела

Съедобен, но в пищу годятся только молодые и нежные экземпляры, так как в старости гриб становится слишком жёстким. Молодость гриба определяется лёгким щипком края шляпы — если крошится, то годится в пищу.
В голодные времена использовались и старые экземпляры трутовика чешуйчатого — из них варили грибной бульон.

### На русском языке
- Вячеслав Степанов: Грибы Калужской области — Трутовик чешуйчатый (Polyporus squamosus)

### На английском языке
- Mushroom-Collecting.com: Polyporus squamosus — Dryad’s Saddle
- AmericanMushrooms.com: Dryad’s Saddle (Polyporus squamosus)